# Außerordentlicher FDP-Bundesparteitag 1998 (August)

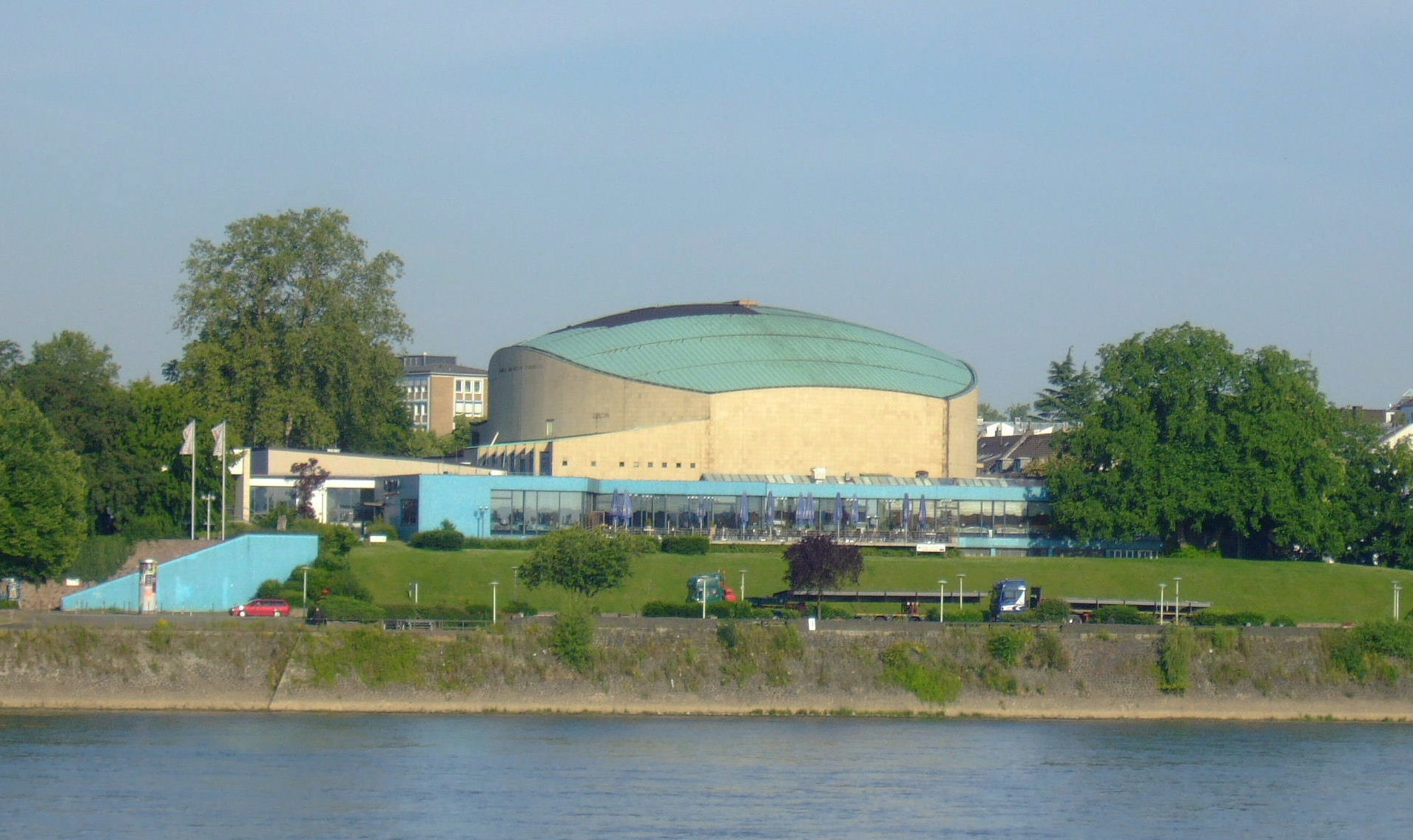
Beethovenhalle

Den zweiten außerordentlichen Bundesparteitag 1998 hielt die FDP am 29. August 1998 in Bonn ab. Es handelte sich um den 16. außerordentlichen Bundesparteitag der FDP in der Bundesrepublik Deutschland.

## Verlauf und Beschlüsse
Der Parteitag beschloss einen Aufruf zur Bundestagswahl am 27. September 1998 („Entscheidung '98“). Die Delegierten sprachen sich – wie schon seit 1983 – erneut für eine Fortsetzung der Koalition mit der CDU/CSU aus. Der Bundesvorsitzende Wolfgang Gerhardt und der Ehrenvorsitzende Otto Graf Lambsdorff hielten ausführliche Reden. Ein Grußwort entrichtete der Präsident der Europäischen Liberalen von der dänischen liberalen Partei Venstre Uffe Ellemann-Jensen.